# Lijst van burgemeesters van Koedijk
Dit is een (onvolledige) lijst van burgemeesters van de voormalige Nederlandse gemeente Koedijk in de provincie Noord-Holland. Op 1 oktober 1972 werd deze gemeente opgeheven waarbij een deel naar Alkmaar ging en de rest werd toegevoegd aan de gemeente Sint Pancras.
| Ambtsperiode | Naam burgemeester       | Partij of stroming | Bijzonderheden                                        |
| ------------ | ----------------------- | ------------------ | ----------------------------------------------------- |
| 1812 - 1827  | J. (Jan) Groenewoud     |                    | eerst maire, daarna schout en vervolgens burgemeester |
| 1827 - 1843  | Gerard Pieter van Dijk  |                    |                                                       |
| 1844 - 1884  | Cornelis Groenewoud     |                    |                                                       |
| 1884 - 1889  | Simon Kramer            |                    |                                                       |
| 1889 - 1892  | Hillebrand Lammerschaag |                    |                                                       |
| 1892 - 1926  | W. (Willem) Kooiman     |                    |                                                       |
| 1926 - 1932  | P. (Pieter) Kikkert     |                    |                                                       |
| 1932 - 1939  | W.C. (Willem) Ninaber   |                    |                                                       |
| 1939 - 1948  | J.A. (Johannes) Pesman  |                    | in januari 1944 ontslagen                             |
| 1948 - 1958  | C.J. Schellinger        | PvdA               |                                                       |
| 1958 - 1972  | J.J. (Hans) Landman     | PvdA               |                                                       |